# Pedro Ribeiro (football, 1979)
Pour les articles homonymes, voir Ribeiro.
Pedro Júlio Marques Ribeiro est un footballeur portugais né le 8 février 1979 à Aveiro. Il évolue au poste de latéral droit.

## Biographie
Ribeiro joue principalement en faveur du SC Beira-Mar, son club formateur.
Au total, il dispute 93 matchs en 1re division portugaise, sans toutefois inscrire de buts dans ce championnat.

## Carrière
- 1998-2007 :  SC Beira-Mar
- 2007-2008 :  Rio Ave
- 2008-2009 :  SC Beira-Mar
- 2009-2011 :  Boavista FC [1],[2]

## Statistiques
- 93 matchs et 0 but en 1re division portugaise
- 39 matchs et 1 but en 2e division portugaise